# Bruno van Leeuwen
Bruno van Leeuwen (Alternativ-Titel: Kommissar van Leeuwen, Filmtitel der einzelnen Folgen: Eine Frau verschwindet / Totenengel – Van Leeuwens zweiter Fall / Der Tod und das Mädchen – Van Leeuwens dritter Fall) ist eine deutsche Krimiserie für das ZDF in loser Folge. Die Miniserie basiert auf Motiven der gleichnamigen Romanreihe über den fiktiven Commissaris Bruno van Leeuwen des Mitte Dezember 2020 an COVID-19  verstorbenen Claus Cornelius Fischer.
Die voneinander unabhängigen Episoden haben Spielfilmlänge. Die erste Folge wurde 2012 auf dem Filmfest München vorgestellt. Gesendet wurde diese erstmals am 15. Oktober 2012 vom ZDF, das am 4. November 2013 den zweiten Fall folgen ließ. Wiederholungen gab es beim ZDF und bei 3sat noch bevor der dritte Fall erstmals am 27. Oktober 2017 von Arte ausgestrahlt wurde.
Gedreht wurden die ersten beiden Folgen in Amsterdam, Antwerpen war Kulisse für den dritten Fall.

## Handlungen
Protagonist der Serie ist der eigenwillige Kommissar Bruno van Leeuwen (Peter Haber), der in Amsterdam Verbrechen auf der Spur ist.
In der ersten Folge ist er vor ein böses Rätsel gestellt: Ein etwa 13-jähriger Junge liegt im Vondelpark, mit eingeschlagenem Schädel und einem klaffenden Loch im Gaumen durch das sein Gehirn entfernt wurde. Bei der Motivsuche für diesen bestialischen Mord ist seine Frau Simone (Maja Maranow) keine geeignete Gesprächspartnerin. Diese leidet derart an einer fortgeschrittenen Alzheimererkrankung, dass sich van Leeuwen nur mühsam und mit Hilfe der Pflegerin Ellen (Johanna Gastdorf) noch selbst um sie kümmern kann. Umso schmerzhafter, als er in einer Abstellkammer ein Bündel glühender Liebesbriefe findet und realisiert, dass sie ihn vor Jahren betrogen hat. Zur Rede gestellt, kann sich seine Frau nicht erinnern.
In der zweiten Episode wird im Amsterdamer Rotlichtviertel die Leiche des Lehrers Gerrit Suicker (Matthias Matschke) gefunden. Zuletzt wurde er von der Prostituierten Sherry (Christina Hecke) gesehen, die der Polizei gegenüber schweigt, aber nachts in einer Call-In-Sendung dem Radiomoderator erzählt, dass sie den Mord beobachtet hat. Als van Leeuwen Margriet Suicker (Carina-Maria Rief), die Frau des Ermordeten, aufsuchen will, muss er feststellen, dass diese als austherapierte Patientin im Krankenhaus ist und sterben möchte. Dr. van der Meer (Christian Berkel), ihr behandelnder Arzt, ist erklärter Verfechter der aktiven Sterbehilfe. Besteht ein Zusammenhang, und ist der Radiomoderator involviert? Diese Fragen stellt van Leeuwen nicht nur sich selbst, sondern auch der Psychologin Feline Menardi (Katja Riemann), zu der er geschickt wird, weil er es seit dem Tod seiner Frau daheim nicht mehr aushält und sich nachts in der Stadt rumtreibt.
Im dritten Fall ermittelt van Leeuwen in einer Vergewaltigung. Vor 30 Jahren wurde die damals neunjährige Vicky Jacob (Katharina Lorenz, als 9-Jährige Katharina Kron) brutal misshandelt. Dank neuester DNA-Technik kann der damalige Nachbar Piet Martens (Bruno Cathomas) als Vergewaltiger überführt werden. Doch er wird nicht vor Gericht gestellt, da die Tat knapp verjährt ist. In ihrer Ohnmacht schlägt Vicky mit einer Flasche auf ihren Peiniger von damals ein und wird ihrerseits wegen gefährlicher Körperverletzung angezeigt. Vickys Eltern (Mutter Maria Barbara Auer und Vater Ruben Jörg Schüttauf) sind außer sich, denn ihre Tochter hat Jahre gebraucht, um sich nicht mehr als Opfer zu fühlen und fürchten nun, dass ihr Martyrium erneut beginnt. Doch an Vicky scheint all das vorbeizurauschen oder ist ihre vermeintliche Ruhe trügerisch?

## Kritiken
filmdienst.de charakterisiert
- den ersten Fall als visuell aufwändig gestalteten (Fernseh-)Krimi, der die Genre-Handlung nicht sonderlich überzeugend mit dem melancholischen, sehr persönlichen Drama verbindet.[4]

- den zweiten Fall als gediegen aufbereitete (Fernseh-)Unterhaltung ohne sonderliche Widerhaken.[5]

- den dritten Fall als hartes, realistisches (Fernsehserien-)Kriminaldrama, in dem der ermittelnde Kommissar van Leeuwen erneut als einfühlsamer Psychologe gefragt ist.[6]

## Besetzung
| Rollenname                    | Schauspieler         | Anzahl Folgen |
| ----------------------------- | -------------------- | ------------- |
| Commissaris Bruno van Leeuwen | Peter Haber          | 3             |
| Simone van Leeuwen            | Maja Maranow         | 1             |
| Anton Gallo                   | Marcel Hensema       | 3             |
| Julika Tambur                 | Jasmin Gerat         | 2             |
| Remko Vreeling                | Patrick Abozen       | 2             |
| Marten Holthusen              | Johann Adam Oest     | 2             |
| Josef Pieters                 | Tobias Moretti       | 1             |
| Ellen                         | Johanna Gastdorf     | 1             |
| Kevin                         | Gijs Blom            | 1             |
| Arzt                          | Daniel Drewes        | 1             |
| Dr. Ten Damme                 | Alexandra Schalaudek | 1             |
| Dr. Feline Menardi            | Katja Riemann        | 1             |
| Dr. van der Meer              | Christian Berkel     | 1             |
| Roelof „David“ Jacobs         | David Rott           | 1             |
| Sherry                        | Christina Hecke      | 1             |
| Cor de Boer                   | Arved Birnbaum       | 1             |
| Tess                          | Laura de Boer        | 1             |
| Gerrit Suicker                | Matthias Matschke    | 1             |
| Margriet Suicker              | Carina-Maria Rief    | 1             |
| Marie van Hövel               | Jenny Schily         | 1             |
| Henryk Meijer                 | Jasper Smets         | 1             |
| Piet Martens                  | Bruno Cathomas       | 1             |
| Vicky Jacobs                  | Katharina Lorenz     | 1             |
| neunjährige Vicky             | Katharina Kron       | 1             |
| Vickys Mutter Maria           | Barbara Auer         | 1             |
| Maria Jacobs (jung)           | Tatjana Kästel       | 1             |
| Vickys Vater Ruben            | Jörg Schüttauf       | 1             |
| Ruben Jacobs (jung)           | Laurenz Laufenberg   | 1             |
| Fleur Martens                 | Susanne Wuest        | 1             |
| Nils Martens                  | Mats Thiersch        | 1             |
| Polizeidirektor               | Peter Harting        | 1             |
| Zheng Wu                      | Weijian Liu          | 1             |
| Staatsanwalt                  | Peter Kotthaus       | 1             |
| Richter                       | Dirk Ossig           | 1             |
| Gerichtsmediziner             | Andreas Potulski     | 1             |
| Rechtsanwältin                | Wiebke Puls          | 1             |
| Frau Blom                     | Tanja Schleiff       | 1             |
|                               | Aram Arami           | 1             |
|                               | Michelle Barthel     | 1             |
|                               | Sonja Baum           | 1             |
|                               | Johann Adam Oest     | 1             |
|                               | Murali Perumal       | 1             |

## Episodenliste
| Nr. | Originaltitel                                       | Erstausstrahlung Deutschland | Regie             | Drehbuch                              |
| --- | --------------------------------------------------- | ---------------------------- | ----------------- | ------------------------------------- |
| 1 | Eine Frau verschwindet                              | 15. Okt. 2012                | Matti Geschonneck | Markus Busch, Claus Cornelius Fischer |
| Während ihn beruflich die Ermordung eines 13-jährigen Jungen beschäftigt, stellt einen Amsterdamer Kommissar seine an Alzheimer erkrankte Frau vor nicht minder große Probleme. Als ihn eine Spur im Mordfall zu einem Anthropologen und Alzheimer-Forscher führt, entbrennt zwischen den beiden Männern ein Duell auf Leben und Tod.                   |                                                     |                              |                   |                                       |
| 2 | Totenengel – Van Leeuwens zweiter Fall              | 4. Nov. 2013                 | Matti Geschonneck | Jörg von Schlebrügge, Magnus Vattrodt |
| Im Amsterdamer Rotlichtviertel wird die Leiche eines Lehrers gefunden. Hinzu kommt eine weitere Tragödie im Familienkreis des Toten: Dessen austherapierte Frau liegt im Krankenhaus und will sterben. Der gewaltsame Tod ihres Mannes, der erklärter Gegner von Sterbehilfe war, könnte damit zusammenhängen.                                          |                                                     |                              |                   |                                       |
| 3 | Der Tod und das Mädchen – Van Leeuwens dritter Fall | 27. Okt. 2017                | Hans Steinbichler | Nicole Armbruster                     |
| Erst 30 Jahre, nachdem ein neunjähriges Mädchen Opfer einer Vergewaltigung wurde, wird der Täter dank der zwischenzeitlich möglich gewordenen DNS-Analysen überführt. Da das Verbrechen jedoch inzwischen verjährt ist, rächt sich die traumatisierte, mittlerweile 40-Jährige und wird wegen Selbstjustiz und gefährlicher Körperverletzung angeklagt. |                                                     |                              |                   |                                       |